# M45 (Stahlhelm)

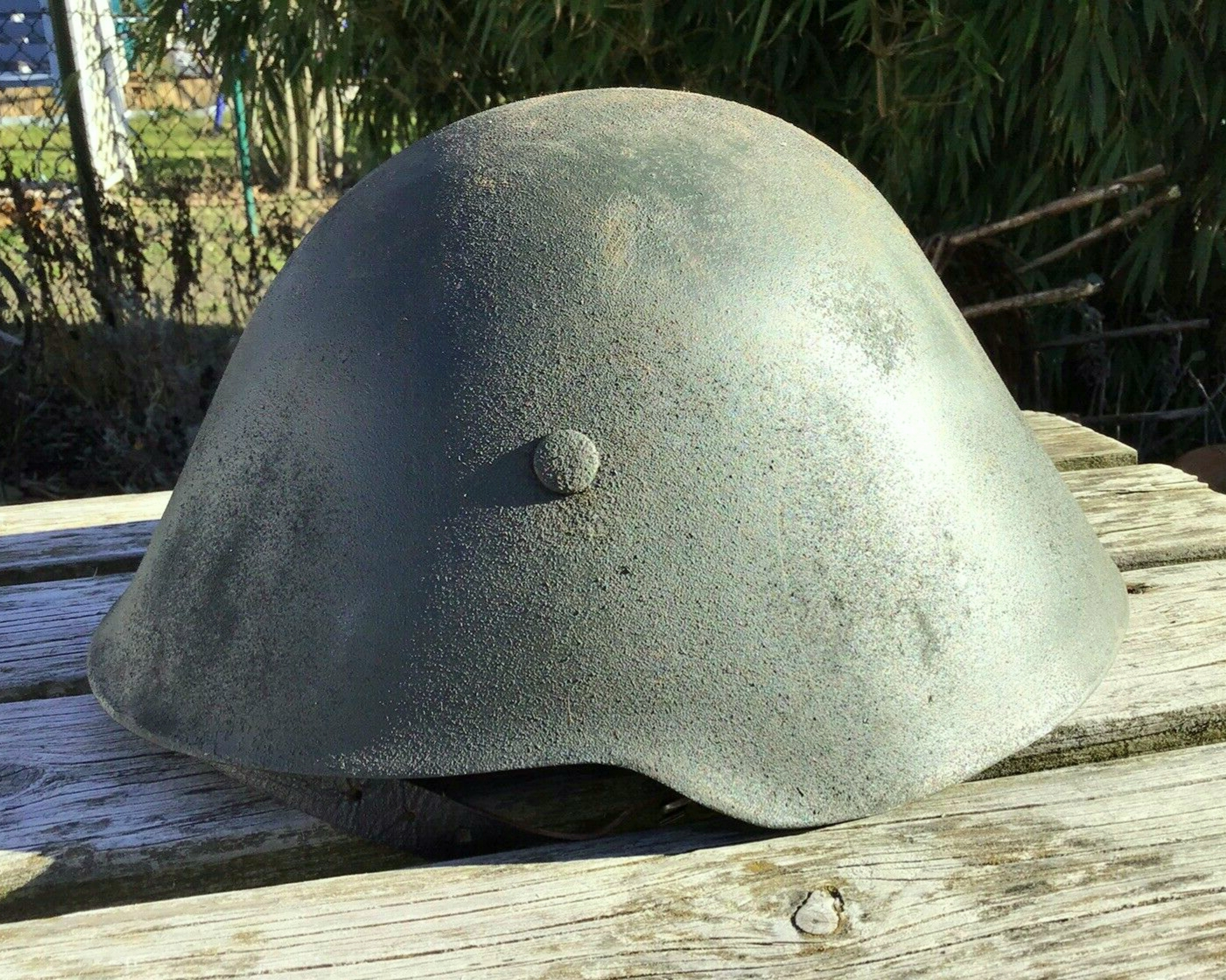
Der M45-Stahlhelm

Bei dem Stahlhelm Modell 45 (kurz M45), auch als Typ B II bezeichnet, handelt es sich um ein deutsches Versuchsobjekt eines Stahlhelmes, welcher ab 1943 erprobt wurde. Er bildet die Grundlage für den späteren Stahlhelm M56, welcher der Standard-Stahlhelm der Nationalen Volksarmee der DDR war.

## Geschichte

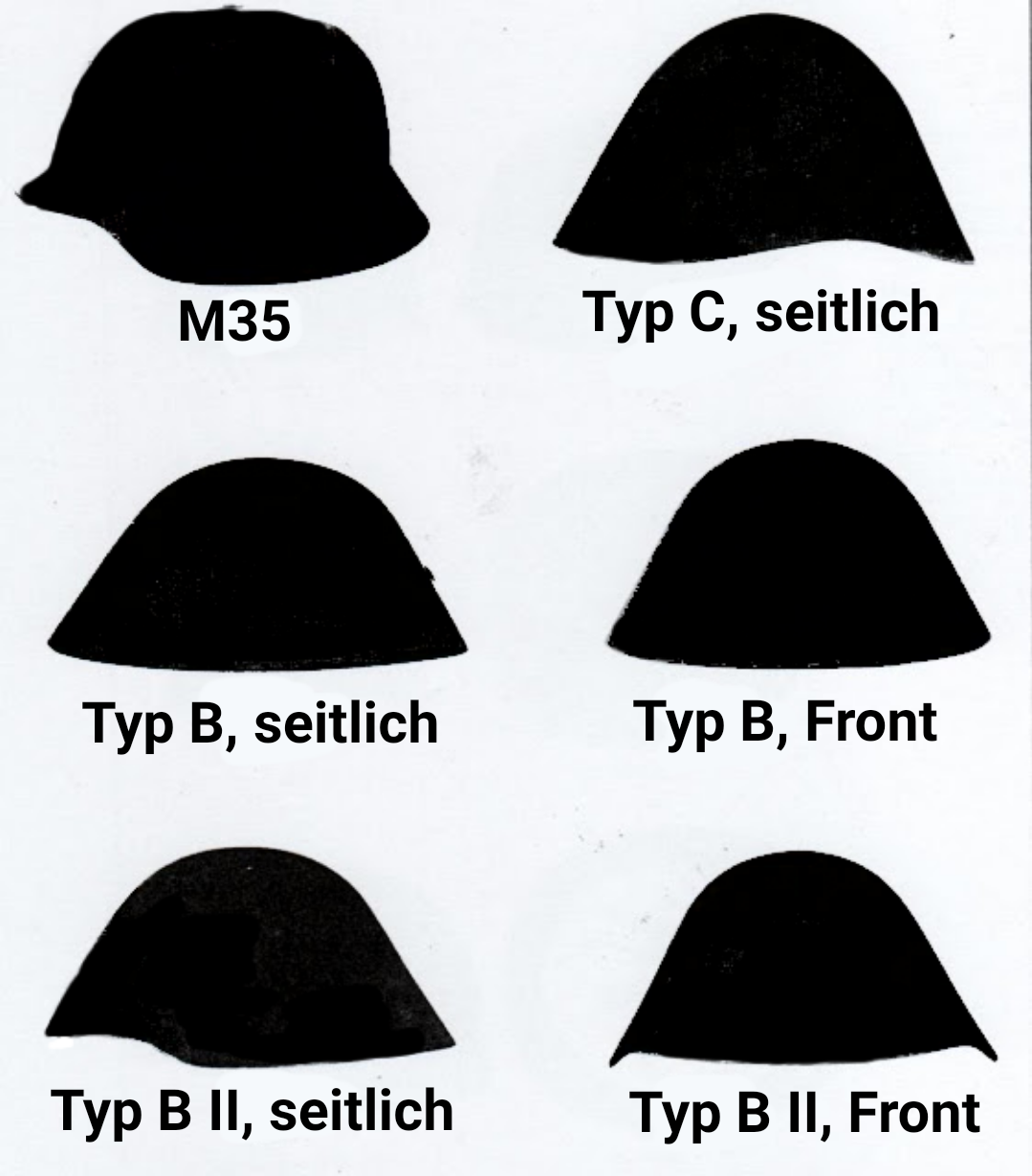
Helmtypen für die engere Auswahl. Die Wahl fiel schließlich auf den Typ B II

Aufgrund einer Denkschrift der Heeressanitätsinspektion, in der auf die zunehmende Zahl von Kopfverletzungen und andere Mängel der bisherigen deutschen Helmmodelle M35 und M40 verwiesen wurde, wurde im Jahre 1942 vom Heereswaffenamt – unter Umgehung des Rüstungsministeriums und Adolf Hitlers Verbot von neuen Helmentwürfen – die Entwicklung eines neuen Stahlhelmes vom Chef des Heereswaffenamtes, General der Artillerie Leeb, genehmigt.
Die Arbeiten wurden in der Chemisch-Technischen Reichsanstalt vom Institut für Wehrtechnische Werkstoffkunde Berlin (Leiter Adolf Fry und Sachbearbeiter Günther Hänsel) durchgeführt. In die engere Erprobung kamen vier Modelle: „A“ = ein leicht veränderter Helm 35, „B“, „B/II“ und „C“. Der erfahrene Hersteller von Stahlhelmen, die Eisen- und Hüttenwerke AG Thale/Harz, die mit der Herstellung der Versuchsmuster beauftragt worden waren, legte von sich aus zusätzlich den „Vorschlag Thale“ vor, der als Abänderung des Modells „B“ unter Leitung des Oberingenieurs Erich Kisan entwickelt worden war. Bei den Beschuss- und Truppenerprobungen erwiesen sich die beiden „B“-Modelle (B und B/II) als die besten und zwei Serien von je 50 Stück wurden in Thale für eine eingehende Erprobung hergestellt. Der Prototyp wurde am 7. Dezember 1943 unter der Nummer 706467 als Patent angemeldet. Die weiteren Ergebnisse wurden in einer Denkschrift zusammengefasst und im Herbst 1944 dem Führerhauptquartier vorgelegt. Trotz der positiven Beurteilung der Helme, die dem eingangs gesteckten Ziel „möglichst vollkommener Schutz bei möglichst geringer Behinderung des Kämpfers“ näher kamen, sowie der großen Einsparungen an Material und Arbeitszeit lehnte es die Einführung eines neuen Helmmodells ab. Lediglich einige hundert Helme wurden zur Truppenerprobung ausgegeben. Zu einer Serienfertigung kam es nicht.

## Aufbau
Der Stahlhelm M45 hat eine einfach gewölbte Glocke mit weit abstehenden Seitenrändern ohne Abkantung an der Unterseite. Wie auch bei den früheren Modellen ist die Frontpartie des Helmes nach oben gezogen, um einen besseren Umblick zu ermöglichen. Die Seiten des Helmes sind weniger steil gestaltet und auch weniger weit nach unten gezogen als bei seinen Vorgängern. Dadurch sollte höhere Energie durch eintreffende Splitter und Geschosse abgeleitet werden.

## Bewertung
Im ballistischen Schutz wie auch im Hörvermögen war der M45 bzw. der M56 dem M35 und M42 ebenbürtig, wenn nicht sogar überlegen. Im Rundumschutz, besonders bei Granatsplittern von der Seite, zeigte der Helm jedoch Schwächen. So konnten diese leichter unter der kürzeren Glocke durchschlagen. Durch die weit abstehenden Seiten bestand die Gefahr, an Kanten von Fahrzeugen oder Gräben hängen zu bleiben, was zu Verletzungen an der Wirbelsäule führen konnte. So wurde die Glocke später mit drei Clips am Tragefutter befestigt, was das Ablösen der Glocke bewirken sollte.

## Spätere Nutzung als M56

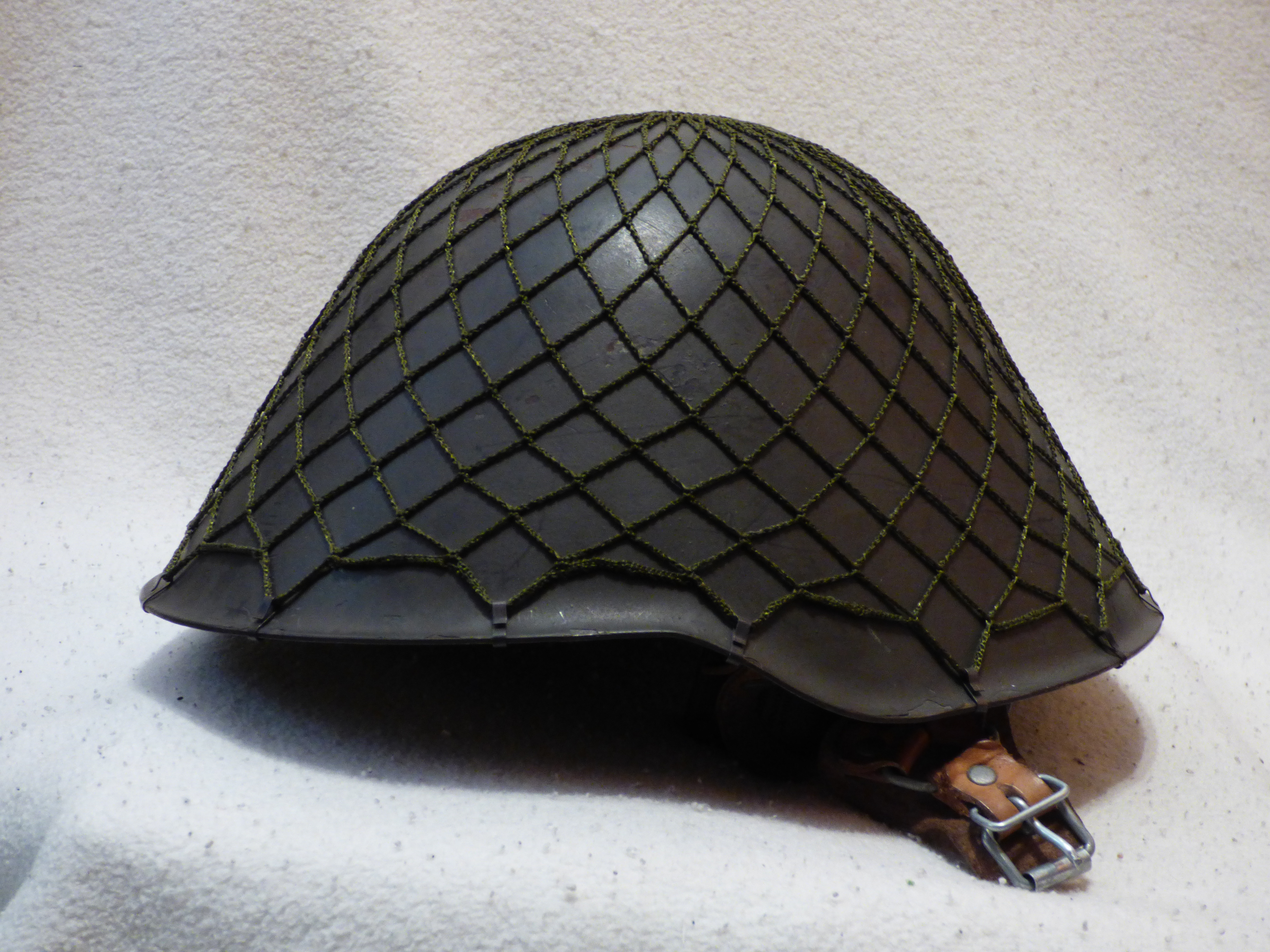
Der Stahlhelm M56 basiert weitestgehend auf dem Stahlhelm M45. Er war ab 1956 der Standard-Helm der NVA.

Die Nationale Volksarmee griff später dieses Design auf. Erich Kisan und die Eisen- und Hüttenwerke Thale übernahmen 1956 die Entwicklung des Modell 56. Die Serienproduktion lief ab 1957 in den ehemaligen sächsischen Emaillierwerken in Lauter. Der M56 wurde über die Jahre weiterentwickelt und verändert. So erhielt er ein neues Futter mit geclipter Befestigung an der Glocke, eine neue Lackierung sowie ringsum eine gebördelte Unterkante. Zur Tarnung konnte der Helm mit einem Tarnnetz oder einem Tarnüberzug in Flächentarn (Blumentarn) oder später im Strichtarn versehen werden.
Nach der Wende wurden die Helme oft nach Osteuropa und Asien verkauft. Zuletzt wurden sie in großer Stückzahl in den Jugoslawienkriegen eingesetzt.